# Dacnusa veronicae
Dacnusa veronicae är en stekelart som beskrevs av Griffiths 1967. Dacnusa veronicae ingår i släktet Dacnusa och familjen bracksteklar. Inga underarter finns listade i Catalogue of Life.